# Ehemaliges Elektrizitätswerk (Worms)
Das ehemalige Elektrizitätswerk in Worms, Klosterstraße 23, ist ein 1901 fertiggestelltes und 1958 stillgelegtes Kohlekraftwerk, dessen erhaltene Gebäudeteile unter Denkmalschutz stehen und teilweise als Veranstaltungszentrum genutzt werden.

## Vorgeschichte
Nachdem die Verhandlungen der Stadt Worms mit der AEG über den Bau und den Betrieb einer elektrischen Straßenbahn mit dafür notwendigem Elektrizitätswerk 1899 wegen unterschiedlicher Vorstellungen über die Geschäfts- bzw. Vertragsgestaltung bis auf Weiteres aufgegeben worden waren, verfolgte die Stadtverwaltung jedoch den Bau eines eigenen Elektrizitätswerks weiter. Die konkrete Planung konnte unter maßgeblicher Mitwirkung des renommierten Elektroingenieurs Erasmus Kittler, Professor an der Technischen Hochschule Darmstadt, rasch vorangetrieben werden. Schon am 2. Januar 1900 erfolgte der Baubeschluss durch die Stadtverordnetenversammlung. Wenig später wurde die Elektrizitäts-Aktiengesellschaft, vormals Schuckert & Co., in Nürnberg mit der Herstellung und Lieferung der maschinellen Ausstattung beauftragt.

## Bau und Gestaltung
Die Bauten des Kraftwerks entwarf der Wormser Stadtbaumeister Georg Metzler nach den technischen Vorgaben; zum ursprünglichen Bestand gehörten Kohlenschuppen, Kesselhaus, Maschinenhaus, Akkumulatorenhaus und Verwaltungsgebäude, die mit Pumpenraum, Werkstattraum und Schornstein zu einer geschlossenen, einen kleinen Innenhof umgebenden Baugruppe zusammengefasst waren. Das Verwaltungsgebäude, das auch eine großzügig bemessene Wohnung für den Ersten Ingenieur (Betriebsleiter) und einen Empfangsraum für Besucher umfasste, war im für Wohngebäude des Historismus typischen Misch- oder Übergangsstil zwischen Neogotik und Neorenaissance gehalten, alle anderen Bauteile im Stil der Neoromanik.
Über einem schmalen Sockel aus dunkler Niedermendiger Basaltlava sind die hell verputzten Flächen der Fassaden durch Gliederungen in Neckarsandstein und Pfälzer Sandstein eingefasst. Ein wiederkehrendes, prägendes Gestaltungsmotiv sind abgesehen von den teilweise rundbogigen Fensteröffnungen die Bogenfriese in Höhe der Traufe. Die Dächer der an der Klosterstraße stehenden Bauteile (Verwaltungsgebäude und Akkumulatorenhaus) waren ursprünglich mit bläulichem deutschen Schiefer gedeckt, die der hinteren Bauteile mit braun glasierten Dachpfanne.
Der gesamte Komplex beanspruchte eine Fläche von 1700 m², auf dem (damals) zwischen Klosterstraße, Aulstraße und Vangionenring gelegenen Grundstück blieb dabei noch Platz für spätere Erweiterungen.

## Betrieb
Nach mehrwöchigem Probebetrieb versorgte das Elektrizitätswerk etwa 238 Gewerbe- und Wohngebäude. Der Wormser Oberbürgermeister Heinrich Köhler weihte das Werk am 9. November 1901 im Rahmen einer öffentlichen Feier ein. Zu einem Tag der offenen Tür am 17. November desselben Jahres waren die Einwohner der Stadt zur Besichtigung eingeladen.

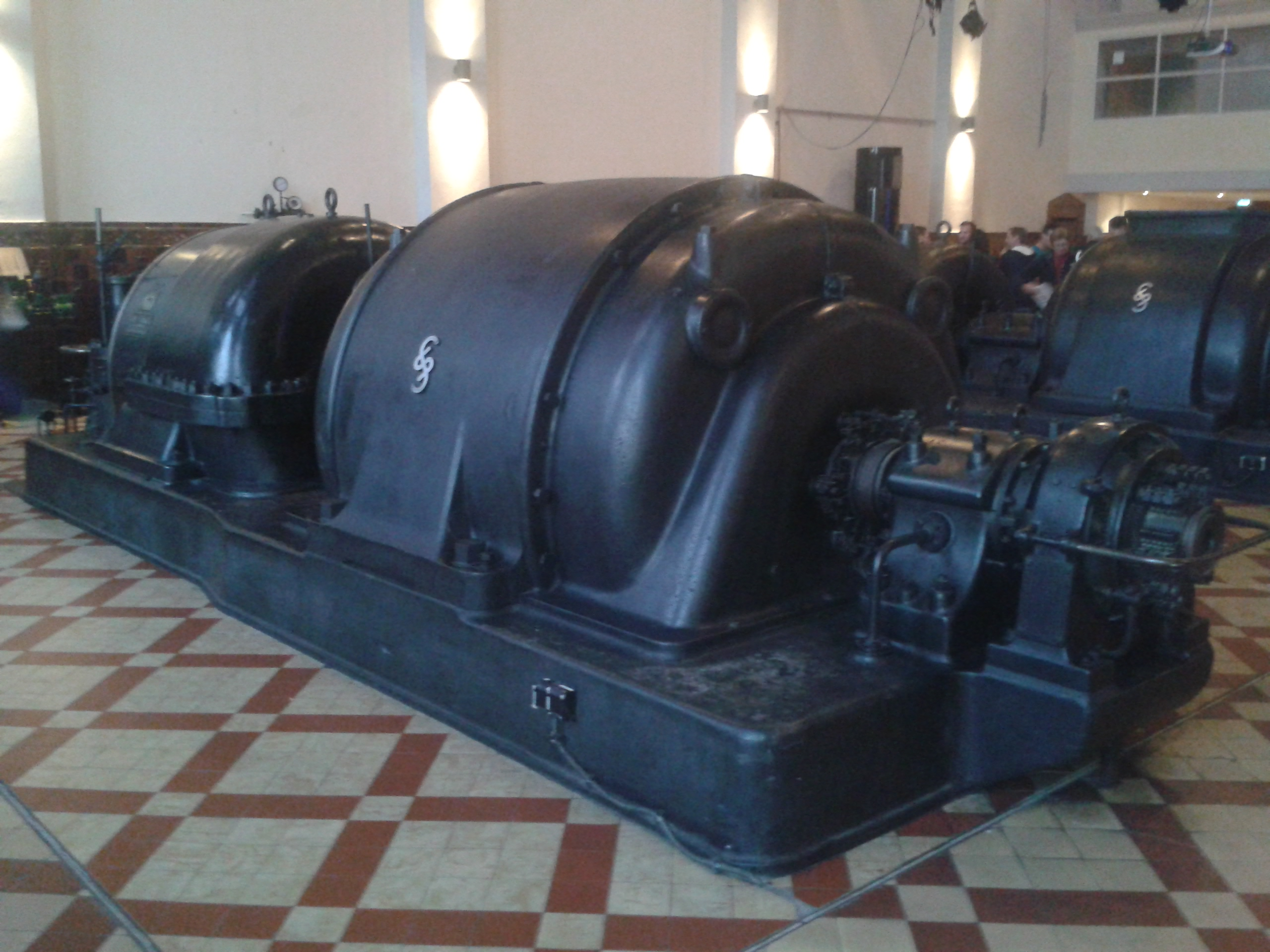
SSW-Dampfturbinen in der Turbinenhalle

Aufgrund der fortschreitenden Elektrifizierung reichte die verfügbare elektrische Leistung bald nicht mehr aus. Die deshalb 1911 unter maßgeblicher Beteiligung der Stadt Worms gegründete Elektrizitätswerk Rheinhessen AG mit Sitz in Worms, aus der später der Energiekonzern EWR AG hervorging, hatte das Ziel, neben der linksrheinisch gelegenen Stadt Worms auch Teile rechtsrheinisch gelegener Gemeinden mit Energie zu versorgen. Das Kapital der Aktiengesellschaft betrug bei der Gründung drei Millionen Mark. Sie pachtete das städtische Elektrizitätswerk und baute es weiter aus, unter anderem durch Ersetzung bzw. Ergänzung der ursprünglichen Dampfmaschinen durch leistungsfähigere Dampfturbinen von der Siemens-Schuckertwerke GmbH (SSW). Damit gingen verschiedene bauliche Veränderungen und Erweiterungen einher, die aber der bestehenden Architektur angepasst wurden.
Für den Ausbau des Wormser Kraftwerks und verschiedener anderer Anlagen wurde das Aktienkapital mehrfach erhöht: 1915 auf 5 Millionen Mark, 1920 auf 8 Millionen Mark, im weiteren Verlauf der Inflation bis auf 18 Millionen Mark. Nach der Währungsstabilisierung erfolgte im Dezember 1924 die Umstellung auf 8 Millionen Reichsmark. 1925 leistete das Wormser Elektrizitätswerk 1,5 MW Gleichstrom und 2,1 MW Drehstrom. Nach einer Absatz-Spitze von 35,1 Millionen kWh im Geschäftsjahr 1927 sank der Energieabsatz in der Weltwirtschaftskrise auf 28,3 Millionen kWh (1931), wobei die Gleichstrom-Leistung des Wormser Elektrizitätswerks auf 0,7 MW (1932) zurückgefahren wurde.

## Nachnutzung / Erhaltung
Das Elektrizitätswerk wurde 1958 außer Betrieb genommen. Das Kesselhaus wurde 2006 renoviert, gemeinsam mit der Maschinenhalle dient es heute als Veranstaltungsort zu vorwiegend kulturellen Anlässen.
Während das Verwaltungsgebäude stark verändert wurde, zeigen die anderen erhaltenen Bauteile trotz Erweiterungen und einiger verloren gegangener Details noch deutlich das ursprüngliche architektonische Konzept.